# Sefer Tepe
Sefer Tepe è un sito archeologico di epoca neolitica pre-ceramica situato nel sud-est della Turchia, nella provincia di Şanlıurfa, vicino al distretto di Viranşehir. Fa parte del progetto Taş Tepeler (Colline di Pietra in turco), che comprende una dozzina di insediamenti risalenti a oltre 10.000 anni fa, tra cui i più noti sono Göbekli Tepe e Karahan Tepe.

## Ritrovamenti
Sefer Tepe è noto per i suoi pilastri monolitici a forma di "T", simili a quelli di Göbekli Tepe e Karahan Tepe. Finora sono stati identificati 16 pilastri in calcare, alti tra 30 e 40 cm, disposti a intervalli regolari. Alcuni pilastri scoperti durante la costruzione di una casa vicina misurano fino a 198 cm di altezza.
Gli scavi hanno portato alla luce utensili in selce e ossidiana, tra cui punte di freccia di tipo Byblos, raschiatori e falcetti. Questi reperti mostrano somiglianze con quelli trovati in altri siti neolitici della regione, suggerendo una cultura materiale condivisa.
Nel 2023, gli archeologi hanno scoperto una stanza dei teschi, contenente resti umani disposti in modo rituale. Questa scoperta offre nuove informazioni sulle pratiche funerarie e sulle credenze spirituali delle comunità neolitiche della regione.

### Cultura materiale
Sefer Tepe rappresenta un importante tassello nella comprensione delle prime società neolitiche dell'Anatolia sud-orientale. La sua architettura e i reperti rinvenuti suggeriscono l'esistenza di una rete culturale e religiosa complessa, estesa oltre i confini dei singoli insediamenti.